# اسلام‌آباد (سرباز، دو)
اسلام‌آباد روستایی در دهستان سرباز بخش مرکزی شهرستان سرباز استان سیستان و بلوچستان ایران است.

## جمعیت
بر پایه سرشماری عمومی نفوس و مسکن در سال ۱۳۹۵ جمعیت این مکان ۵۸ نفر (۱۷ خانوار) بوده‌است.